# Camptonotus jamaicensis
Camptonotus jamaicensis är en insektsart som först beskrevs av Brunner von Wattenwyl 1888.  Camptonotus jamaicensis ingår i släktet Camptonotus och familjen Gryllacrididae. Inga underarter finns listade i Catalogue of Life.